# Javaanse kikkerbek
De Javaanse kikkerbek (Batrachostomus javensis) is een vogel uit de familie Podargidae (kikkerbekken).

## Verspreiding en leefgebied
Deze soort komt voor op het Indonesische eiland Java.